# Karakteristieke ondergroep
In de groepentheorie, een deelgebied van de wiskunde, is een karakteristieke ondergroep een ondergroep die gesloten is onder alle automorfismen van de groep zelf. Deze eis is sterker dan voor een normale ondergroep, en zwakker dan het vereiste voor de volledig invariante ondergroep. 
Voorbeelden van karakteristieke ondergroepen zijn de commutatorondergroep en het centrum van een groep. 

## Definitie
Een karakteristieke ondergroep van een groep {\displaystyle G} is een ondergroep {\displaystyle H} die invariant is onder elk automorfisme van {\displaystyle G}. Dat betekent voor elk groepsautomorfisme {\displaystyle \varphi \colon G\to G}, dus een bijectief homomorfisme van de groep {\displaystyle G} op zichzelf,en voor elke {\displaystyle h\in H} geldt dat {\displaystyle \varphi (h)\in H}, of anders gezegd: 
{\displaystyle \varphi (H)\subseteq H}
Het gevolg is: 
{\displaystyle \varphi (H)=H}
Men noteert wel {\displaystyle H\,\mathrm {char} \,G}, als {\displaystyle H} een karakteristieke ondergroep van {\displaystyle G} is